# Mildred Dresselhaus
Mildred Spiewak Dresselhaus, född som Mildred Spiewak den 11 november 1930 i Brooklyn i New York, död 20 februari 2017 i Boston i Massachusetts, var en amerikansk fysiker, professor emeritus i fysik och elektroteknik vid Massachusetts Institute of Technology. Inom nanotekniken har hon blivit välkänd för sin forskning på grafit, fullerener och kolnanorör.

## Biografi
Mildred Dresselhaus föddes som Mildred Spiewak i Brooklyn av polska föräldrar i början av den stora depressionen, och växte upp i Bronx. Hennes föräldrar levde på socialbidrag, som många andra vid denna tid, och skolan hon gick på var därför inte av högsta klass. Hon spelade fiol på musikskola och där träffade hon andra barn som gick i bättre skolor. Detta inspirerade henne att kämpa för att själv få samma undervisningsstandard och vid tretton års ålder vann hon en plats på Hunter College High School för flickor. Hon var en flitig student, men som flicka i USA på 1940-talet var hon väl medveten om att de enda akademiska yrkena hon kunde få var som lärare, sjuksköterska eller sekreterare. Men tack vare sin fysiklärare, den framtida nobelpristagaren Rosalyn Yalow, blev hon inspirerad och motiverad att vidareutveckla sitt intresse för naturvetenskap. Hon tog examen med högsta betyg och reste till England för ett år på Newnham College, en institution för endast kvinnor vid Universitetet i Cambridge. Hon återvände till USA och tog sin mastersexamen 1953 vid Radcliffe College i Cambridge, Massachusetts och sin doktorsexamen 1958 vid University of Chicago. Det var här hon började studera supraledare, ämnet hennes doktorsavhandling handlade om. Supraledare var ett populärt ämne inom fasta tillståndets fysik och ledde henne till mötet med en annan fysiker, Gene Dresselhaus. De gifte sig 1958.
Två år senare började de båda jobba på Lincoln Laboratory vid MIT. Hon valde en ny bana i sin forskning, magnetisk optik, men medan många andra forskare undersökte halvledare valde hon grafit istället. Många var skeptiska till hennes val, och det gick trögt i början. Men efter att ha upptäckt så kallat pyrolytisk grafit (grafit med kovalenta bildningar mellan kolplanen i grafitstrukturen) fick hon till fina magneto-optiska spektra och kunde kartlägga bandstrukturen för grafit mycket tydligare än vad någon tidigare lyckats med.
Makarna Dresselhaus fick fyra barn i tät följd. År 1966 infördes en regel på laboratoriet att alla forskare skulle börja klockan åtta varje morgon. Detta rimmade illa med ansvaret för fyra barn som alla var under sju år, och Mildred började på avdelningen för elektroteknik istället. Två år senare blev hon den första anställda kvinnliga professorn inom teknik på MIT. Hon blev chef för centret för materialvetenskap (engelska:  Centre for Materials Science and Engineering) år 1977 och professor i fysik 1983.
Dresselhaus har varit en stor förebild för kvinnliga forskare genom åren. Hon har kallats för ”Queen of Carbon” och tagit emot många priser och utmärkelser för sin forskning. År 1990 fick hon National Medal of Science och 2012 fick hon Kavlipriset i nanoteknik och Fermipriset.